# Zuidhorner Zuiderpolder
De Zuidhorner Zuiderpolder is een voormalig waterschap in de provincie Groningen.
Het waterschap lag ten oosten van het Hoendiep. De zuid- en oostgrens werd gevormd door de Zuiderweg. De noordgrens was de kade langs de Zuidhorner Schipsloot. Door het waterschap liep de Zuidertocht, waarop de molen Het Goede Voornemen van water van de polder uitsloeg. De Zuidertocht mondde uit op het Hoendiep. Onder deze watergang lag een onderleider die de beide delen, ten noorden en ten zuiden van de tocht, met elkaar verbond.
Waterstaatkundig gezien ligt het gebied sinds 1995 binnen dat van het waterschap Noorderzijlvest.